# Dermasari
Dermasari is een bestuurslaag in het regentschap Banjarnegara van de provincie Midden-Java, Indonesië. Dermasari telt 2284 inwoners (volkstelling 2010).